# LiTraCon
LiTraCon ("Light Transmitting Concrete") este un produs de tipul betonului care este translucid datorită amestecului format din fibră de sticlă la care se adaugă o combinație fin divizată de piatră sfărîmată, ciment și apă. La întărirea compoziției se obțin blocuri de diferite forme, depinzînd de intenție, care au caracteristicile betonului, dar și ale sticlei. 
Procesul a fost inventat și brevetat de arhitectul maghiar Áron Losonczi în 2001.  LiTraCon este produs de compania inventatorului, LiTraCon Bt, care a fost fondată în primăvara anului 2004. Oficiul și fabrica se găsesc în orașul Csongrád, situat la 160 km de capitala Ungariei, orașul Budapesta. Toate produsele de tip LiTraCon realizate pînă în acest an au fost realizate numai de compania LiTraCon Bt.

## Vezi și
- Știința și tehnologia în Ungaria